# Yoakum County
Das Yoakum County ist ein County im Bundesstaat Texas der Vereinigten Staaten. Das U.S. Census Bureau hat bei der Volkszählung 2020 eine Einwohnerzahl von 7.694 ermittelt. Der Verwaltungssitz (County Seat) ist Plains. Das County gehört zu den Dry Countys, was bedeutet, dass der Verkauf von Alkohol eingeschränkt oder verboten ist.

## Geographie
Das County liegt im Nordwesten von Texas, grenzt im Westen an New Mexico und hat eine Fläche von 2071 Quadratkilometern, ohne nennenswerte Wasserfläche. Das County grenzt im Uhrzeigersinn an folgende Countys: Cochran County, Terry County, Gaines County und Lea County in New Mexico.

## Geschichte
Yoakum County wurde 1876 aus Teilen des Bexar County gebildet. Benannt wurde es nach Henderson King Yoakum, einem Soldaten, Staatsanwalt und wichtigen Person der texanischen Geschichte.

## Demografische Daten

Alterspyramide des Yoakum County

Nach der Volkszählung im Jahr 2000 lebten im Yoakum County 7.322 Menschen in 2.469 Haushalten und 2.007 Familien. Die Bevölkerungsdichte betrug 4 Einwohner pro Quadratkilometer. Ethnisch betrachtet setzte sich die Bevölkerung zusammen aus 70,62 Prozent Weißen, 1,39 Prozent Afroamerikanern, 0,71 Prozent amerikanischen Ureinwohnern, 0,12 Prozent Asiaten, 0,01 Prozent Bewohnern aus dem pazifischen Inselraum und 25,48 Prozent aus anderen ethnischen Gruppen; 1,65 Prozent stammten von zwei oder mehr Ethnien ab. 45,93 Prozent der Einwohner waren spanischer oder lateinamerikanischer Abstammung.
Von den 2.469 Haushalten hatten 43,4 Prozent Kinder oder Jugendliche, die mit ihnen zusammen lebten. 68,8 Prozent waren verheiratete, zusammenlebende Paare 8,5 Prozent waren allein erziehende Mütter und 18,7 Prozent waren keine Familien. 17,3 Prozent waren Singlehaushalte und in 8,5 Prozent lebten Menschen im Alter von 65 Jahren oder darüber. Die durchschnittliche Haushaltsgröße betrug 2,95 und die durchschnittliche Familiengröße betrug 3,34 Personen.
32,1 Prozent der Bevölkerung war unter 18 Jahre alt, 8,3 Prozent zwischen 18 und 24, 26,8 Prozent zwischen 25 und 44, 21,3 Prozent zwischen 45 und 64 und 11,5 Prozent waren 65 Jahre alt oder älter. Das Durchschnittsalter betrug 34 Jahre. Auf 100 weibliche Personen kamen 94,5 männliche Personen und auf 100 Frauen im Alter von 18 Jahren oder darüber kamen 91,4 Männer.
Das jährliche Durchschnittseinkommen eines Haushalts betrug 32.672 USD, das Durchschnittseinkommen einer Familie betrug 36.772 USD. Männer hatten ein Durchschnittseinkommen von 32.188 USD, Frauen 19.913 USD. Das Prokopfeinkommen betrug 14.504 USD. 17,6 Prozent der Familien und 19,6 Prozent der Einwohner lebten unterhalb der Armutsgrenze.

## Städte und Gemeinden

### Towns
- Denver City
- Plains

### Gemeindefreie Gebiete
- Allred